# دائرة آرساهاي
دائرة آرساهاي هي إحدى الدوائر الخمس في الإدارة الغربية في هايتي، يبلغ عدد سكانها 180,564 في إحصائيات أغسطس 2003، تتبعها بلديتان، ورمزها البريدي يبدأ بالرقم 64.